# Come Back in One Piece
Come Back in One Piece è un brano musicale hip-hop eseguito dalla cantante Aaliyah e dal rapper DMX per la colonna sonora del film di cui sono protagonisti, Romeo deve morire. Il pezzo, scritto dal rapper con Steve "Static" Garrett e Rob Meyes e prodotto da Irv Gotti, è stato pubblicato nel 2000 come terzo singolo tratto dalla colonna sonora.

## Composizione e testo
Pur essendo stato scritto in parte da Steve Garrett, il brano non vede Timbaland come produttore, bensì l'allora semisconosciuto Irv Gotti, che un paio di anni più tardi salirà alle ribalte con la sua Murder Inc.. Gotti ha utilizzato un campionamento di Sir Nose D'Voidoffunk, un vecchio pezzo del 1977 dei Funkadelic, scritto da George Clinton, Bernie Worrell e William Collins; da qui in poi il produttore userà quasi sempre campionamenti nelle sue produzioni.
Il testo della canzone presenta del rap piuttosto scurrile eseguito da DMX. Durante la prima strofa il rapper interpreta il ruolo di un cane: ci tiene a precisare che quello di cui un cane ha bisogno è una vera cagna (in inglese "bitch", che in senso traslato significa anche stronza o troia) e che lui è quello che è, ovvero un cane; quindi farà quello che deve fare, dall'inseguire i gatti all'urinare sotto gli alberi, dal gironzolare per il cortile all'essere spericolato. Poi afferma che conosce bene il valore della casa come focolare domestico, e che quando vi si trova, siede a cuccia. Ricorda inoltre che fin da piccolo è stato abituato a stare per strada, quindi chiede di aprire il cancello per uscire, tanto poi tornerà a casa. Aaliyah inizia cantando che sa bene che lui ucciderebbe e morirebbe per lei, ma quando lui è in giro per strada lei è sempre preoccupata di non poterlo più vedere tornare a casa; a un certo punto gli chiede di trovare un telefono e di chiamarla a casa, e qui si capisce che non si sta rivolgendo al suo cane ma al suo uomo, e che la strofa di DMX era metaforica. Il coro chiede all'uomo di tornare in un baleno ogni qualvolta esca a portare a spasso i cani.

## Video
Il videoclip della canzone è stato diretto da Little X e girato nel quartiere di Yonkers, a New York. Il video ha un'ambientazione molto urban, tipica dei video hip-hop, e al contrario del video precedente di Try Again mostra immagini del film, spesso trasmesse da televisori appoggiati sui marciapiedi, e sorvegliati da bambini. Il video cerca di mostrare alcuni momenti della tipica giornata di un gangsta, inteso come abitante di un ghetto. Il video si apre con una scena tratta dal film in cui il personaggio di DMX saluta e accoglie Aaliyah nel club; durante la prima scena DMX insieme a degli amici entra in una rissa con altri uomini, all'uscita di un negozio di alimentari. Successivamente viene mostrata una scena in cui Aaliyah, abbracciata a due amiche con le quali sta scherzando e camminando per strada, arriva alle mani con delle ragazze snob che le hanno guardate storto. La cantante sfoggia vari look in questo video. Nella sequenza principale, eseguita con DMX contro un muro di mattoni, indossa una giacca pitonata dorata, mentre in un altro set allestito sulle scale di un palazzo ha una giacca rossa. Una terza scena la vede con jeans attillati e decorati su un letto insieme a un cucciolo di Golden retriever; un'altra sequenza vede invece i due artisti per le strade con molti ragazzi di ogni età e molti cani, soprattutto Pit bull. Verso la fine del video molti ragazzi e bambini posano davanti alla telecamera con alle spalle murales raffiguranti i due artisti. Il video si conclude mostrando una scena del film in cui il personaggio interpretato da Aaliyah ha un primo dialogo con Jet Li.

## Ricezione
Nonostante le potenzialità offerte dal brano e dal video e il successo ottenuto dai precedenti singoli della colonna sonora, la canzone è stato un flop cocente tanto in patria quanto all'estero. Il singolo è appena entrato nella top40 delle classifiche R&B di Billboard e non è riuscito ad entrare nella Hot 100. All'estero è entrato in classifica nei Paesi Bassi, dove l'appeal della cantante è sempre stato forte, arrivando però a una deludente posizione numero 59. L'insuccesso ottenuto non ha permesso al singolo di essere ricordato tra i pezzi più noti della cantante e di essere inserito nella futura raccolta.

## Classifiche
| Chart (2000)                           | Posizione |
| -------------------------------------- | --------- |
| Paesi Bassi                            | 59        |
| Germania Jam FM Charts (25/40)         | 1         |
| U.S. Billboard Hot R&B/Hip-Hop Songs   | 36        |
| U.S. Billboard Hot R&B/Hip-Hop Airplay | 33        |
| U.S. Billboard Rhythmic Top 40         | 39        |
| U.S. Billboard Hot 100                 | 117       |

## Tracce
The Netherlands CD single
1. "I Don't Wanna" (Album version)
2. "Come Back in One Piece" (Radio edit without rap)
3. "Come Back in One Piece" (Main edit) (featuring DMX)

U.S. 12" single
- Side A

1. "Come Back in One Piece" (Clean album version) (featuring DMX)
2. "Come Back in One Piece" (Instrumental version)
3. "Come Back in One Piece" (A capella) (featuring DMX)

- Side B

1. "Come Back in One Piece" (Radio edit)
2. "Come Back in One Piece" (Album version)
3. "Try Again" (Timbaland Remix) (featuring Timbaland)